# Joshua Crawford
Joshua Warren Crawford (Los Angeles, 11 maggio 1988) è un cestista statunitense.